# Edward Battell
Edward Battell est un coureur cycliste britannique. Il a participé aux Jeux olympiques de 1896 à Athènes. Il s'y est classé troisième de la course sur route et quatrième du 333 m. Il est l'un des sept coureurs parmi les neuf partants qui ne sont pas parvenus au terme de la course de 100 km.
Edward Battell travaille comme domestique à l'ambassade du Royaume-Uni en Grèce. Des protestations ont été émises sur le fait qu'il travaille pour vivre, comme Frank Keeping, deuxième de la course de douze heures. N'étant pas des gentlemen, ils ne pouvaient pas être considérés comme amateurs. Ces objections ont été rejetées.
La chaussée empruntée par la course sur route, d'Athènes à Marathon et retour, est faiblement revêtue et très endommagée. La plupart des coureurs tombent à plusieurs reprises. C'est le cas de Battell, qui finit la course ensanglanté et couvert de poussière. Sa chute lui coûte la tête de la course. Il est dépassé par le coureur autochtone Aristídis Konstantinídis. Celui-ci a également chuté, rendant son vélo irréparable. Il en a emprunté un autre, avec lequel il a percuté un mur après avoir évité un spectateur.

## Palmarès
- 1896
  -  Médaille dde bronze de la course en ligne

## Sources
- (en) Cet article est partiellement ou en totalité issu de l’article de Wikipédia en anglais intitulé « Edward Battell » (voir la liste des auteurs).